# 阿林氏小公魚
阿林氏小公魚（学名：Anchoviella alleni）為輻鰭魚綱鲱形目鳀科的其中一種，分布於南美洲亞馬遜河流域，本魚體纖細，吻約3/4眼徑，上頷短，臀鰭相當短，體側具一銀色條紋，臀鰭軟條15-18條，體長可達8.8公分，喜群游，棲息在湖泊及溪流，以浮游生物為食，可作為食用魚。

## 擴展閱讀
維基物種上的相關：阿林氏小公魚